# Kabinett Drake III
Das Kabinett Drake III (Landespräsidium) war von 14. Juni 1921 bis Februar 1925 die Landesregierung des Freistaates Lippe.
| Amt                 | Name                               | Partei  |
| ------------------- | ---------------------------------- | ------- |
| Ministerpräsident 1 | Heinrich Drake                     | SPD     |
| Staatsräte          | August Schmuck Adolf Neumann-Hofer | SPD DDP |

Fußnoten